# Sanremo Challenger 2022
Il Sanremo Challenger 2022 è stato un torneo maschile di tennis professionistico. È stata la 1ª edizione del torneo, facente parte della categoria Challenger 80 nell'ambito dell'ATP Challenger Tour 2022. Si è svolto dal 4 al 9 aprile 2022 sui campi in terra rossa di Sanremo, in Italia.

## Partecipanti

### Teste di serie
| Nazionalità | Giocatore             | Ranking* | Testa di serie |
| ----------- | --------------------- | -------- | -------------- |
| Danimarca   | Holger Rune           | 88       | 1              |
| Italia      | Gianluca Mager        | 99       | 2              |
| Moldavia    | Radu Albot            | 117      | 3              |
| Francia     | Pierre-Hugues Herbert | 134      | 4              |
| Francia     | Hugo Grenier          | 154      | 5              |
| Italia      | Flavio Cobolli        | 165      | 6              |
| Italia      | Thomas Fabbiano       | 173      | 7              |
| Francia     | Alexandre Müller      | 209      | 8              |

* Ranking al 21 marzo 2022.

### Altri partecipanti
I seguenti giocatori hanno ricevuto una wild card per il tabellone principale:
- Matteo Arnaldi
- Matteo Donati
- Matteo Gigante

I seguenti giocatori sono passati dalle qualificazioni:
- Francesco Passaro
- Matteo Martineau
- Khumoyun Sultanov
- Edoardo Lavagno
- Valentin Vacherot
- Máté Valkusz

## Campioni

### Singolare
Holger Rune ha sconfitto in finale  Francesco Passaro con il punteggio di 6–1, 2–6, 6–4.

### Doppio
Geoffrey Blancaneaux /  Alexandre Müller hanno sconfitto in finale  Flavio Cobolli /  Matteo Gigante con il punteggio di 4–6, 6–3, [11–9].